# دان زيمرمان (مونتير)
دان زيمرمان (بالإنجليزية: Dan Zimmerman)‏ هو مونتير أمريكي، ولد في 8 أبريل 1974 في الولايات المتحدة.

## وصلات خارجية
- دان زيمرمان على موقع IMDb (الإنجليزية)
- دان زيمرمان على موقع ألو سيني (الفرنسية)
- دان زيمرمان على موقع أول موفي (الإنجليزية)
- دان زيمرمان على موقع قاعدة بيانات الأفلام السويدية (السويدية)
- دان زيمرمان على موقع قاعدة بيانات الفيلم (الإنجليزية)
- دان زيمرمان على موقع كينوبويسك (الروسية)